# Ludwig Wilhelm Brüggemann

Ludwig Wilhelm Brüggemann

Ludwig Wilhelm Brüggemann (* 1. März 1743 in Jakobshagen in Hinterpommern; † 1. März 1817 in Stettin) war ein deutscher evangelischer Geistlicher, Autor und Geograph.

## Leben und Werk
Der Sohn des Jakobshagener Pastors und Präpositus der Synode Jakobshagen in der preußischen Provinz Pommern schlug wie sein Vater Zacharias Brüggemann eine geistliche Laufbahn ein. Er übernahm 1765 eine Pfarrstelle in Gielsdorf in der Mittelmark. Noch im gleichen Jahr wechselte er nach Berlin, wo er Feld- und Garnisonsprediger im Infanterieregiment von Koschenbahr wurde. Damit verbunden war eine Stelle als Lehrer und Seelsorger für die Schwester des Königs Friedrich II., die Prinzessin Amalie von Preußen. In Berlin gründete er ein Lesegesellschaft für englische Literatur, der unter anderem Johann Joachim Spalding und Wilhelm Abraham Teller beitraten.
Im Jahr 1773 wurde er Hofprediger an der Schlosskirche zu Stettin und Mitglied des Konsistoriums von Pommern. In dieser Anstellung wirkte er 52 Jahre bis zu seinem Tode 1817. Brüggemann besaß ein umfangreiches Wissen auf dem Gebiet der klassischen griechischen und lateinischen Literatur und befasste sich unter anderem ausführlich mit Cicero. Anton Friedrich Büschings Beschreibung der Mark Brandenburg inspirierte ihn, ein ähnliches Buch über Pommern zu entwerfen. Unterstützt durch den Kammerpräsidenten von Schoening, vervollständigte er das Werk durch eingesandte Beiträge der pommerschen Verwaltungs- und Kirchenbeamten sowie Materialien aus den Landesarchiven. Seine auf diesen Informationen basierende Schrift ließ er in einem Revisionsverfahren durch die örtlichen Provinz- und Kirchenbehörden korrigieren und die Richtigkeit bestätigen. Dadurch blieb seine Beschreibung Pommerns längere Zeit ein wichtiges Basiswerk für die pommerschen Behörden. Erst in der Zeit der Preußischen Reformen und weiterer gesellschaftlicher Veränderungen verlor es an Aktualität.
Ludwig Wilhelm Brüggemann war zweimal verheiratet. Sein einziger Sohn, der als Assessor beim Provinzial-Obergericht in Stettin tätig war, starb vor ihm.

## Schriften
- A view of the English Editions, Translations and Illustrations of the ancient Greek and Latin authors with remarks by Lewis William Brüggemann, counsellor of the consistory at Stettin in Pomerania, 1797.
- Ausführliche Beschreibung des gegenwärtigen Zustandes des Königl. Preußischen Herzogthums Vor- und Hinter-Pommern.
  - I. Teil: Allgemeine Einleitung und Beschreibung des Preußischen Vorpommern. Stettin 1779 (Volltext) (Register) (Neudruck 2000: ISBN 3-89557-128-8)
  - II. Teil  in 2 Bänden:
    - II. Teil, 1. Band (S. 1–460): Beschreibung der zu dem Gerichtsbezirk der Königl. Landescollegien in Stettin gehörigen Hinterpommerschen Kreise. Stettin 1784  (Volltext) (Ortsverzeichnis im Band 2, S. 1091–1120.)
    - II. Teil, 2. Band (S. 461–1120): Beschreibung der zu dem Gerichtsbezirk der Königl. Landescollegien in Cößlin gehörigen Hinterpommerschen Kreise. Stettin 1784 (Volltext) (Ortsverzeichnis für die Bände 1 und 2, S. 1091–1120.).
    - Zwei Supplement-Bände 1800 und 1806.